# Joost Winnink
Joost Winnink (* 30. Juni 1971 in Peize, Drenthe) ist ein ehemaliger niederländischer Tennisspieler.

## Leben
Winnink spielte 1989 seine ersten Matches auf der ATP Challenger Tour, konnte aber erstmals 1991 beim Turnier in Bangalore ein Match im Hauptfeld gewinnen. Zwischenzeitlich spielte er auf der ATP Satellite Tour, um Weltranglistenpunkte zu sammeln. Einen ersten kleineren Erfolg hatte er 1991 mit der Halbfinalteilnahme im Doppelwettbewerb des Challenger-Turniers in Bossonnens an der Seite des Kroaten Saša Hiršzon. 1992 stand er neben Tomáš Anzari erstmals in einem Doppelfinale. Seinen ersten von insgesamt sieben Doppeltiteln auf der ATP Challenger Tour gewann er 1993. Auf der ATP World Tour war sein größter Erfolg die Finalteilnahme bei den South African Open 1995. An der Seite von Martin Sinner unterlag er der französischen Paarung Rodolphe Gilbert und Guillaume Raoux in drei Sätzen. Sein bestes Einzelresultat auf der ATP World Tour hatte er im selben Jahr in Ostrava, als er als Qualifikant durch Siege gegen Javier Frana und David Prinosil das Viertelfinale erreichte, wo er in drei Sätzen Patrik Kühnen unterlag. Seine höchste Notierung in der Tennis-Weltrangliste erreichte er 1995 mit Position 152 im Einzel sowie Position 101 im Doppel.
Sein bestes Einzelergebnis bei einem Grand-Slam-Turnier war das Erreichen der zweiten Runde bei den US Open 1995, als er als Qualifikant gegen Greg Rusedski gewann. In der Doppelkonkurrenz erreichte er jeweils einmal die zweite Runde bei den US Open und den Australian Open.

## Turniersiege
| Legende                       |
| Grand Slam                    |
| Tennis Masters Cup            |
| ATP Masters Series            |
| ATP International Series Gold |
| ATP International Series      |
| ATP Challenger Tour (7)       |

### Doppel
| Nr. | Datum | Turnier   | Belag     | Partner            | Finalgegner                   | Ergebnis      |
| --- | ----- | --------- | --------- | ------------------ | ----------------------------- | ------------- |
| 1.  | 1993  | Bochum    | Sand      | Mårten Renström    | Jon Ireland Andrew Kratzmann  | 6:3, 2:6, 7:5 |
| 2.  | 1994  | Montauban | Sand      | Martin Sinner      | Nicola Bruno Otávio Della     | 7:5, 6:3      |
| 3.  | 1994  | Réunion   | Hartplatz | Hendrik Jan Davids | Patrick Baur Michael Geserer  | 6:1, 6:2      |
| 4.  | 1995  | Wolfsburg | Teppich   | Martin Sinner      | Dirk Dier Lars Koslowski      | 7:5, 6:3      |
| 5.  | 1996  | Hambühren | Teppich   | Jim Pugh           | Lorenzo Manta Lars Rehmann    | 7:5, 7:5      |
| 6.  | 1996  | Mauritius | Rasen     | Patrick Baur       | Sander Groen Andrei Pavel     | 0:1 (Aufgabe) |
| 7.  | 1997  | Lübeck    | Teppich   | Mathias Huning     | Trey Phillips Chris Wilkinson | 7:6, 7:6      |